# Barycheloides rouxi
Barycheloides rouxi is een spinnensoort uit de familie Barychelidae. De soort komt voor in Nieuw-Caledonië.